# Settolo Basso
Settolo Basso este o arie protejată (arie de protecție specială avifaunistică — SPA) din Italia întinsă pe o suprafață de 374 ha, integral pe uscat.

## Localizare
Centrul sitului Settolo Basso este situat la coordonatele 45°51′51″N 12°00′13″E / 45.8641°N 12.003526°E.

## Înființare
Situl Settolo Basso a fost declarat arie de protecție specială avifaunistică în februarie 2005 pentru a proteja 28 de specii de animale.

## Biodiversitate
Situată în ecoregiunea continentală, aria protejată conține 4 habitate naturale: Cursuri de apă de la nivel de câmpie la nivel montan, cu vegetație Ranunculion fluitantis și Callitricho-Batrachion, Liziere de ierburi înalte hidrofile de câmpie și de nivel montan până la alpin, Râuri de munte și vegetația erbacee de pe malurile acestora, Pajiști cu Molinia pe soluri calcaroase, turboase sau argilos-nămoloase (Molinion caeruleae).
La baza desemnării sitului se află mai multe specii protejate:
- păsări (19): pescăruș albastru (Alcedo atthis), rață pitică (Anas crecca), rață mare (Anas platyrhynchos), stârc cenușiu (Ardea cinerea), șorecarul comun (Buteo buteo), caprimulg (Caprimulgus europaeus),  prundaș gulerat mic (Charadrius dubius), barză albă (Ciconia ciconia), barză neagră (Ciconia nigra), ciocănitoare pestriță mare (Dendrocopos major), vânturel roșu (Falco tinnunculus), vânturel de seară (Falco vespertinus), stârc pitic (Ixobrychus minutus), sfrâncioc roșiatic (Lanius collurio), gaia neagră (Milvus migrans), codobatură de munte (Motacilla cinerea), vultur pescar (Pandion haliaetus), viespar (Pernis apivorus), rață cârâitoare (Spatula querquedula)
- amfibieni (1): Triturus carnifex
- pești (8): Alosa fallax, Barbus plebejus, Cobitis bilineata, zglăvoacă (Cottus gobio), Lethenteron zanandreai, Protochondrostoma genei, Sabanejewia larvata, Salmo marmoratus

Pe lângă speciile protejate, pe teritoriul sitului au mai fost identificate 1 specie de plante, 4 specii de amfibieni, 3 specii de mamifere, 5 specii de reptile.